# Jo Bannister
Pour les articles homonymes, voir Bannister.
Jo Bannister, née le 31 juillet 1951 à Rochdale, Grand Manchester, est un auteur britannique de roman policier.

## Biographie
Elle passe sa petite enfance à Birmingham, mais fait ses études près de Belfast, en Irlande du Nord.  Elle devient ensuite journaliste, puis rédactrice en chef de 1969 à 1987, avant de se consacrer entièrement à l’écriture.
Après quelques romans littéraires, elle fait ses débuts dans le genre policier en 1984 avec Striving with Gods où apparaît son couple de héros récurrent, Clio Rees et Harry Marsh. Au cours de ce cycle, Clio abandonne la médecine pour écrire des fictions policières et vient en aide dans ses enquêtes à l’inspecteur-chef Harry Marsh qu’elle finit par épouser.  Délaissant pour un temps ces attachants personnages, Jo Bannister crée en 1993 la série, sise dans la petite ville anglaise de Castlemere, des enquêtes de l’inspectrice Liz Graham, de son adjoint Carl Donovan et de leur chef Frank Shapiro.  Ces récits de procédure policière usent de la technique du recoupement de différentes affaires criminelles dans le cadre des activités quotidiennes d'un commissariat de police dans un style qui rappelle, exception faite de la couleur locale, la série du 87e District de Ed McBain.

## Œuvre

### Romans

#### SérieClio Rees et Harry Marsh
- Striving with Gods ou An Uncertain Death (1984)
- Gilgamesh (1989) Publié en français sous le titre Gilgamesh, Paris, Librairie des Champs-Élysées, Le Masque, no 2388, 1999
- The Going Down of the Sun (1989)
- The Fifth Cataract (2005)

#### SérieMickey Flynn
- Shards ou Critical Angle (1990)
- Death and Other Lovers (1991)

#### SérieCastlemere
- A Bleeding of Innocents (1993) Publié en français sous le titre Le Sang des innocents, Paris, Librairie des Champs-Élysées, Le Masque no 2326, 1997
- Charisma ou Sins of the Heart (1994) Publié en français sous le titre Les Péchés du cœur, Paris, Librairie des Champs-Élysées, Le Masque no 2337, 1997
- A Taste for Burning ou Burning Desires (1995) Publié en français sous le titre Au nom du feu, Paris, Librairie des Champs-Élysées, Le Masque no 2443, 2000
- No Birds Sing (1996) Publié en français sous le titre Le Silence des oiseaux, Paris, Librairie des Champs-Élysées, Le Masque no 2361, 1998
- Broken Lines (1998)
- The Hireling's Tale (1999) Publié en français sous le titre La Ballade des vendus, Paris, Librairie des Champs-Élysées, Le Masque no 2456, 2001
- Changelings (2000)

#### SérieRosie Holland
- The Primrose Convention (1997)
- The Primrose Switchback (2000)

#### SérieBrodie Farrell
- Echoes of Lies (2001)
- True Witness (2002)
- Reflections (2003)
- The Depths of Solitude (2004)
- Breaking Faith (2005)
- Requiem for a Dealer (2006)
- Flawed (2007)
- Closer Still (2008)
- Liars All (2009)

#### SérieGabriel Ash
- Deadly Virtues (2013)
- Perfect Sins (2014)
- Desperate Measures (2015)
- Other Countries (2017)
- Kindred Spirits (2018)
- Silent Footsteps (2019)
- Dangerous Pursuits (2020)

#### Autres romans
- The Matrix (1981)
- The Winter Plain (1982)
- A Cactus Garden (1983)
- Mosaic (1986)
- The Mason Codex ou Unlawful Entry (1988)
- The Lazarus Hotel (1996)
- Tinderbox (2006)
- From Fire and Flood (2007)
- Fathers and Sins (2008)
- Death  in High Places (2011)
- Deadly Virtues (2013)

## Sources
- Claude Mesplède (dir.), Dictionnaire des littératures policières, vol. 1 : A - I, Nantes, Joseph K, coll. « Temps noir », 2007, 1054 p. (ISBN 978-2-910-68644-4, OCLC 315873251), p. 155-156.